# الطحاوي
الطحاوي (238 - 321هـ، 852 - 933م) هو أبو جعفر أحمد بن محمد بن سلامة بن سلمة الأزديّ الطحاوي، فقيه انتهت إليه رياسة الحنفية بمصر. ولد ونشأ في قرية طحا في المنيا بصعيد مصر، وتفقه على مذهب الشافعيّ، ثم تحول حنفياً، من أشهر كتبه العقيدة الطحاوية.

العقيدة الطحاوية (أشهر كتب المؤلف)

## النسب والنشأة
أحمد بن محمد بن سلامة الأزدي من الحجر بن عمران بن عمرو بن مزيقياء بن عامر ماء السماء بن حارثة الغطريف بن امرئ القيس بن ثعلبة بن مازن بن الأزد بن الغوث بن نبت بن مالك بن زيد بن كهلان بن سبأ بن يشجب بن يعرب بن قحطان. قال ابن الأثير: «حجر بن عمران بن عمرو بن عامر منهم أبو جعفر أحمد بن محمد بن سلامة الطحاوي». ومن رهطه العلامة عبد الغني بن سعيد بن علي بن بشر بن مروان بن عبد العزيز الأزدي صاحب المؤلفات الشهيرة، قال الحازمي:«حجر بن عمران بن عمرو وعدّ منهم: الإمام أبو محمد عبد الغني بن سعيد الحجري حافظ المصريين، له المصنفات المعروفة وقال عامتهم بمصر».
والطحاوي نسبة إلى بني طاحية من حجر الأزد،  وهو من بني طاحية بن سود بن حجر بن عمران،  قال ابن القطان الفاسي في قول الهمداني: «أحمد بن محمد بن سلامة بن سلمة بن عبد الملك بن سلمة بن سليم، أزدي حجري ينسب إلى طاحية بن سود بن الحجر، قال الهمداني: وطاحية ينسب إليها هكذا الطحاوي»، وقال مرتضى الزبيدي: «وطاحِيَةُ بنُ سود بنِ الحجرِ بنِ عِمْران: أَبو بَطْنٍ مِن الأزْدِ، والنِّسْبةُ إِلَيْهِ الطاحِيُّ والطحاوِيُّ». وذكر ابن يونس المصري إِنَّمَا الطحاوي نسبة إِلَى قرية يقال لها طحا بِمصْر.
نشأ الطحاوي في أسرة معروفة بالعلم والتُّقى والصلاح، كما كانت ذات نفوذ ومنعة وقوة في صعيد مصر. وكان والده من أهل العلم والأدب والفضل، أما والدته فهي - على الراجح - أخت المزني صاحب الإمام الشافعي،  وقد كانت معروفة بالعلم والفقه والصلاح، وقد ذكرها السيوطي فيمن كان في مصر من الفقهاء الشافعية. وأخذ عنها العلم عدد من الفقهاء  وتتلمذ الطحاوي على يد والدته الفقيهة العالمة الفاضلة، ثم التحق بحلقة الإمام أبي زكريا يحيى بن محمد بن عمروس، والتي تلقَّى فيها مبادئ القراءة والكتابة، واستظهر القرآن الكريم، ثم جلس في حلقة والده، واستمع منه، وأخذ عنه قسطًا من العلم والأدب، ونهل الطحاوي من معين علم خاله (المُزنيِّ)، فاستمع إلى سنن الإمام الشافعي، وإلى علم الحديث ورجاله.

## عصره
عاش الطحاوي في العصر العباسي الثاني، وعاصر عشرة من خلفاء بني العباس، حيث ولد في عهد الخليفة المتوكل على الله ( ٢٣٢ - ٢٤٧ هـ ) وتوفي في خلافة القاهر بالله ( ٣٢٠ - ٣٢٢ هـ )، كما عاصر عهد الدولة الطولونية كاملاً الذي بدأ بمؤسسها أحمد بن طولون ( 254 - 270هـ ) وانتهى بشيبان بن أحمد بن طولون سنة ( 292هـ ) حيث عادت الإمارة إلى حظيرة الدولة العباسية في عهد الخليفة أبو أحمد علي المكتفي بالله، وعلى يد القائد محمد بن سليمان الكاتب، كما عاصر الطحاوي أصحاب الكتب الستة وأدرك معظم طبقة خاله المزني، وأكثر الرواية عن النسائي.

## شيوخه
تخرج على كثير من الشيوخ وأفاد منهم، وقد أربى عددهم على ثلاثمائة شيخ، فقد سمع من هارون بن سعيد الأيلي، وعبد الغني بن رفاعة، ويونس بن عبد الأعلى، وعيسى بن مثرود، ومحمد بن عبد الله بن عبد الحكم، وبحر بن نصر الخولاني، وخاله إسماعيل المزني، فقد روى عنه مسند الشافعي، وسليمان بن شعيب الكيساني، ووالده محمد بن سلامة، وإبراهيم بن منقذ، والربيع بن سليمان المُرَادي، وبكار بن قُتيبة، ومقدام بن داوود الرُعيني، وأحمد بن عبد الله بن البرقي، ومحمد بن عقيل الفريابي، ويزيد بن سنان البصري وغيرهم. وكان في أول حياته شافعياً يقرأ على خاله أبي إبراهيم ‌المزني، فقال له يوما: والله لا جاء منك شيء، فغضب أبو جعفر من ذلك، وانتقل إلى ابن أبي ‌عمران الحنفي، فلما صنف مختصره، قال: رحم الله أبا إبراهيم لو كان حيا لكفر عن يمينه.

## تلاميذه
روى عنه خلق منهم: أحمد بن القاسم الخشاب، وأبو الحسن محمد بن أحمد الأخميمي، ويوسف الميانجي، وأبو بكر بن المقريء، وأبو القاسم الطبراني، وأحمد بن عبد الوارث الزجاج، وعبد العزيز بن محمد الجوهري قاضي الصعيد، ومحمد بن بكر بن مطروح، ومحمد بن الحسن ابن عمر التنوخي، ومحمد بن المظفر الحافظ، وغيرهم.

## عقيدته ومنهجه
أما منهجه في المذهب وترجيحه للأقوال فإنه يعتبر قدوة ومدرسة في ذلك، فلم يمنعه التزامه بمذهب (أبي حنيفة)النظر في الأدلة والأقوال المخالفة لمذهبه، وترجيح بعضها على بعض بحسب ما يراه راجحاً، وما يتبين له من الحق، وهذا من أمثل المناهج في التفقه والنظر، وذلك لمن حصلت له الأهلية في ذلك.

## ثناء العلماء عليه
أثنى على الإمام الطحاوي غير واحد من أهل العلم، والفقه، والحديث، وعلماء الجرح والتعديل.
- قال ابن يونس المصري في تاريخه : «كان ثقة ثبتاً فقيهاً عاقلاً، لم يخلف مثله».[19]
- وقال ابن الجوزي في المنتظم : « الإمام العلامة، الحافظ الكبير، محدّث الديار المصرية وفقيهها».[20]
- وقال الذهبي في سير أعلام النبلاء: « كان الطحاوي ثبتاً، فقيهاً، عاقلاً» .[21]
- وقال الصلاح الصفدي في الوافي : «كان ثقة نبيلاً، ثبتاً، فقيهاً، عاقلاً لم يخلف بعده مثله».[22]
- وقال السيوطي في طبقات الحفاظ: «الإمام العلامة الحافظ، صاحب التصانيف البديعة».[23]
- وقال ابن كثير في البداية والنهاية: « الفقيه الحنفي، صاحب التصانيف المفيدة، والفوائد الغزيرة، وهو أحد الثقات الأثبات، والحفاظ الجهابذة.» [24]
- وقال ابن الأثير في اللباب : «كان إماماً، فقيهاً من الحنفيين، وكان ثقة ثبتاً ».[25]

## مصنفاته
أما تصانيفه فقد كانت غاية في التحقيق، وحوت من الفوائد وحسن العرض والتصنيف ما جعلها جديرة بالاهتمام منها:
- - العقيدة الطحاوية: والتي قال عنها تاج الدين السبكي: (جمهور المذاهب الأربعة على الحق يقرؤون عقيدة الطحاوي التي تلقاها العلماء سلفاً وخلفاً بالقبول).[26]
- - معين الأمة على معرفة الوفاق والخلاف بين الأئمة.
- - بيان السنة والجماعة في العقيدة.
- - حكم أراضي مكة المكرمة.
- - شرح الجامع الصغير والكبير للشيباني في الفروع.
- - عقود المرجان في مناقب أبي حنيفة النعمان.
- - الفرائض.
- - قسمة الفيء والغنائم.
- - كتاب التاريخ.
- - كتاب التسوية بين حدثنا وأخبرنا.
- - الشروط الصغير.
- - الشروط الكبير.
- - المحاضرات والسجلات.
- - المختصر في الفروع.
- - نقد المدلسين على الكرابيسي.
- - اختلاف الروايات علي مذهب الكوفيين.
- - شرح مشكل الآثار.
- - شرح معاني الآثار.

وله كتب مفقودة منها :
- - أحكام القِران (بكسر القاف) نقله الإمام النووي عن القاضي عياض .[27]
- - مناقب أبي حنيفة.[28]
- - كتاب الأشربة.[29]
- - التاريخ الكبير.[30]
- - حكم أرض مكة.[31]
- - كتاب الفرائض.[32]
- - النحل وأحكامها وصفاتها وأجناسها وما ورد فيها من خبر .[29]
- - النوادر الفقهية.[28]
- - الوصايا.[31]

## وفاته
توفي الإمام الطحاوي رحمه الله بمصر ليلة الخميس مستهل ذي القعدة سنة ( ٣٢١ هـ )، ودفن بالقرافة الصغرى.